# مارتن أورباخ
مارتن أورباخ (بالمجرية: Auerbach Martin)‏ هو رياضي ولاعب كرة قدم مجري، ولد في 3 نوفمبر 2002 في تاتابانيا في المجر.

## وصلات خارجية
- مارتن أورباخ على موقع إي إس بي إن إف سي (الإنجليزية)
- مارتن أورباخ على موقع قاعدة بيانات كرة القدم.إي يو (الإنجليزية)
- مارتن أورباخ على موقع Soccerway.com (الإنجليزية)
- مارتن أورباخ على موقع عالم كرة القدم.نت (الإنجليزية)